# Liste des ministres italiens de l'Intérieur
Cet article dresse la liste des ministres italiens de l'Intérieur depuis la création du ministère, en 1861.
Le ministre actuel est Matteo Piantedosi, nommé le 22 octobre 2022 par le président de la République Sergio Mattarella, sur proposition de la présidente du Conseil des ministres Giorgia Meloni.

## Liste

### Royaume d'Italie
| Ministre             | Ministre                          | Mandat                                 | Parti | Parti       | Gouvernement          |
| -------------------- | --------------------------------- | -------------------------------------- | ----- | ----------- | --------------------- |
|                      | Marco Minghetti                   | 17 mars 1861 – 1er septembre 1861      |       | Destra      | Cavour IV             |
| Ricasoli I           | Marco Minghetti                   | 17 mars 1861 – 1er septembre 1861      |       | Destra      |                       |
|                      | Bettino Ricasoli                  | 1er septembre 1861 – 3 mars 1862       |       | Destra      | Ricasoli I            |
|                      | Urbano Rattazzi                   | 3 mars 1862 – 8 décembre 1862          |       | Sinistra    | Rattazzi I            |
|                      | Ubaldino Peruzzi                  | 8 décembre 1862 – 28 septembre 1864    |       | Sinistra    | Farini                |
| Minghetti I          | Ubaldino Peruzzi                  | 8 décembre 1862 – 28 septembre 1864    |       | Sinistra    |                       |
|                      | Giovanni Lanza                    | 28 septembre 1864 – 1er septembre 1865 |       | Destra      | La Marmora II         |
|                      | Giuseppe Natoli                   | 1er septembre 1865 – 4 décembre 1865   |       | Destra      | La Marmora II         |
|                      | Desiderato Chiaves                | 4 décembre 1865 – 20 juin 1866         |       | Destra      | La Marmora II·III     |
|                      | Bettino Ricasoli                  | 20 juin 1866 – 10 avril 1867           |       | Destra      | Ricasoli II           |
|                      | Urbano Rattazzi                   | 10 avril 1867 – 27 octobre 1867        |       | Sinistra    | Rattazzi II           |
|                      | Filippo Antonio Gualterio         | 27 octobre 1867 – 5 janvier 1868       |       | Destra      | Menabrea I            |
|                      | Carlo Cadorna                     | 5 janvier 1868 – 10 septembre 1868     |       | Destra      | Menabrea II           |
|                      | Girolamo Cantelli                 | 10 septembre 1868 – 13 mai 1869        |       | Destra      | Menabrea II           |
|                      | Luigi Ferraris                    | 13 mai 1869 – 22 octobre 1869          |       | Destra      | Menabrea III          |
|                      | Antonio Starrabba di Rudinì       | 22 octobre 1869 – 14 décembre 1869     |       | Destra      | Menabrea III          |
|                      | Giovanni Lanza                    | 14 décembre 1869 – 10 juillet 1873     |       | Destra      | Lanza                 |
|                      | Girolamo Cantelli                 | 10 juillet 1873 – 25 mars 1876         |       | Destra      | Minghetti II          |
|                      | Giovanni Nicotera                 | 25 mars 1876 – 26 décembre 1877        |       | Sinistra    | Depretis I            |
|                      | Francesco Crispi                  | 26 décembre 1877 – 7 mars 1878         |       | Sinistra    | Depretis II           |
|                      | Agostino Depretis                 | 7 mars 1878 – 24 mars 1878             |       | Sinistra    | Depretis II           |
|                      | Giuseppe Zanardelli               | 24 mars 1878 – 19 décembre 1878        |       | Sinistra    | Cairoli I             |
|                      | Agostino Depretis                 | 19 décembre 1878 – 14 juillet 1879     |       | Sinistra    | Depretis III          |
|                      | Tommaso Villa                     | 14 juillet 1879 – 25 novembre 1879     |       | Sinistra    | Cairoli II            |
|                      | Agostino Depretis                 | 25 novembre 1879 – 4 avril 1887        |       | Sinistra    | Cairoli III           |
| Depretis IV·V·VI·VII | Agostino Depretis                 | 25 novembre 1879 – 4 avril 1887        |       | Sinistra    |                       |
|                      | Francesco Crispi                  | 4 avril 1887 – 6 février 1891          |       | Sinistra    | Depretis VIII         |
| Crispi I·II          | Francesco Crispi                  | 4 avril 1887 – 6 février 1891          |       | Sinistra    |                       |
|                      | Giovanni Nicotera                 | 6 février 1891 – 15 mai 1892           |       | Sinistra    | Di Rudinì I           |
|                      | Giovanni Giolitti                 | 15 mai 1892 – 15 décembre 1893         |       | Sinistra    | Giolitti I            |
|                      | Francesco Crispi                  | 15 décembre 1893 – 10 mars 1896        |       | Sinistra    | Crispi III·IV         |
|                      | Antonio Starrabba di Rudinì       | 10 mars 1896 – 29 juin 1898            |       | Destra      | Di Rudinì II·III·IV·V |
|                      | Luigi Pelloux                     | 29 juin 1898 – 24 juin 1900            |       | Militaire   | Pelloux I·II          |
|                      | Giuseppe Saracco                  | 24 juin 1900 – 15 février 1901         |       | Sinistra    | Saracco               |
|                      | Giovanni Giolitti                 | 15 février 1901 – 21 juin 1903         |       | Sinistra    | Zanardelli            |
|                      | Giuseppe Zanardelli (par intérim) | 21 juin 1903 – 3 novembre 1903         |       | Sinistra    | Zanardelli            |
|                      | Giovanni Giolitti                 | 3 novembre 1903 – 12 mars 1905         |       | Sinistra    | Giolitti II           |
|                      | Tommaso Tittoni                   | 12 mars 1905 – 24 décembre 1905        |       | Destra      | Tittoni               |
| Fortis I             | Tommaso Tittoni                   | 12 mars 1905 – 24 décembre 1905        |       | Destra      |                       |
|                      | Alessandro Fortis                 | 24 décembre 1905 – 8 février 1906      |       | Sinistra    | Fortis II             |
|                      | Sidney Sonnino                    | 8 février 1906 – 29 mai 1906           |       | Destra      | Sonnino I             |
|                      | Giovanni Giolitti                 | 29 mai 1906 – 11 décembre 1909         |       | Sinistra    | Giolitti III          |
|                      | Sidney Sonnino                    | 11 décembre 1909 – 31 mars 1910        |       | Destra      | Sonnino II            |
|                      | Luigi Luzzatti                    | 31 mars 1910 – 30 mars 1911            |       | Destra      | Luzzatti              |
|                      | Giovanni Giolitti                 | 30 mars 1911 – 21 mars 1914            |       | Sinistra    | Giolitti IV           |
|                      | Antonio Salandra                  | 21 mars 1914 – 18 juin 1916            |       | Sinistra    | Salandra I·II         |
|                      | Vittorio Emanuele Orlando         | 18 juin 1916 – 23 juin 1919            |       | Sinistra    | Boselli               |
| Orlando              | Vittorio Emanuele Orlando         | 18 juin 1916 – 23 juin 1919            |       | Sinistra    |                       |
|                      | Francesco Saverio Nitti           | 23 juin 1919 – 15 juin 1920            |       | PRI         | Nitti I·II            |
|                      | Giovanni Giolitti                 | 15 juin 1920 – 4 juillet 1921          |       | UL          | Giolitti V            |
|                      | Ivanoe Bonomi                     | 4 juillet 1921 – 26 février 1922       |       | PSRI        | Bonomi I              |
|                      | Luigi Facta                       | 26 février 1922 – 1er août 1922        |       | PLI         | Facta I               |
|                      | Paolino Taddei                    | 1er août 1922 – 31 octobre 1922        |       | PLI         | Facta II              |
|                      | Benito Mussolini                  | 31 octobre 1922 – 17 juin 1924         |       | PNF         | Mussolini             |
|                      | Luigi Federzoni                   | 17 juin 1924 – 6 novembre 1926         |       | PNF         | Mussolini             |
|                      | Benito Mussolini                  | 6 novembre 1926 – 25 juillet 1943      |       | PNF         | Mussolini             |
|                      | Bruno Fornaciari                  | 25 juillet 1943 – 9 août 1943          |       | Indépendant | Badoglio I            |
|                      | Umberto Ricci                     | 9 août 1943 – 8 septembre 1943         |       | Indépendant | Badoglio I            |
|                      | Vito Reale                        | 8 septembre 1943 – 22 avril 1944       |       | Indépendant | Badoglio I            |
|                      | Salvatore Aldisio                 | 22 avril 1944 – 18 juin 1944           |       | DC          | Badoglio II           |
|                      | Ivanoe Bonomi                     | 18 juin 1944 – 21 juin 1945            |       | PDL         | Bonomi II·III         |
|                      | Ferruccio Parri                   | 21 juin 1945 – 10 décembre 1945        |       | PdA         | Parri                 |
|                      | Giuseppe Romita                   | 10 décembre 1945 – 14 juillet 1946     |       | PSI         | De Gasperi I          |

### République italienne
| Ministre (Naissance-Décès) | Ministre (Naissance-Décès)                     | Mandat                             | Parti | Parti            | Gouvernement               |
| -------------------------- | ---------------------------------------------- | ---------------------------------- | ----- | ---------------- | -------------------------- |
|                            | Alcide De Gasperi (par intérim) (1881-1954)    | 13 juillet 1946 – 2 février 1947   |       | DC               | De Gasperi II              |
|                            | Mario Scelba (1901-1991)                       | 2 février 1947 – 16 juillet 1953   |       | DC               | De Gasperi III·IV·V·VI·VII |
|                            | Amintore Fanfani (1908-1999)                   | 16 juillet 1953 – 19 janvier 1954  |       | DC               | De Gasperi VIII            |
| Pella                      | Amintore Fanfani (1908-1999)                   | 16 juillet 1953 – 19 janvier 1954  |       | DC               |                            |
|                            | Giulio Andreotti (1919-2013)                   | 19 janvier 1954 – 10 février 1954  |       | DC               | Fanfani I                  |
|                            | Mario Scelba (par intérim) (1901-1991)         | 10 février 1954 – 6 juillet 1955   |       | DC               | Scelba                     |
|                            | Fernando Tambroni (1901-1963)                  | 6 juillet 1955 – 16 février 1959   |       | DC               | Segni I                    |
| Zoli                       | Fernando Tambroni (1901-1963)                  | 6 juillet 1955 – 16 février 1959   |       | DC               |                            |
| Fanfani II                 | Fernando Tambroni (1901-1963)                  | 6 juillet 1955 – 16 février 1959   |       | DC               |                            |
|                            | Antonio Segni (par intérim) (1891-1972)        | 16 février 1959 – 26 mars 1960     |       | DC               | Segni II                   |
|                            | Giuseppe Spataro (1897-1979)                   | 26 mars 1960 – 27 juillet 1960     |       | DC               | Tambroni                   |
|                            | Mario Scelba (1901-1991)                       | 27 juillet 1960 – 22 février 1962  |       | DC               | Fanfani III                |
|                            | Paolo Emilio Taviani (1912-2001)               | 22 février 1962 – 22 juin 1963     |       | DC               | Fanfani IV                 |
|                            | Mariano Rumor (1915-1990)                      | 22 juin 1963 – 5 décembre 1963     |       | DC               | Leone I                    |
|                            | Paolo Emilio Taviani (1912-2001)               | 5 décembre 1963 – 25 juin 1968     |       | DC               | Moro I·II·III              |
|                            | Franco Restivo (1911-1976)                     | 25 juin 1968 – 18 février 1972     |       | DC               | Leone II                   |
| Rumor I·II·III             | Franco Restivo (1911-1976)                     | 25 juin 1968 – 18 février 1972     |       | DC               |                            |
| Colombo                    | Franco Restivo (1911-1976)                     | 25 juin 1968 – 18 février 1972     |       | DC               |                            |
|                            | Mariano Rumor (1915-1990)                      | 18 février 1972 – 8 juillet 1973   |       | DC               | Andreotti I·II             |
|                            | Paolo Emilio Taviani (1912-2001)               | 8 juillet 1973 – 23 novembre 1974  |       | DC               | Rumor IV·V                 |
|                            | Luigi Gui (1914-2010)                          | 23 novembre 1974 – 12 février 1976 |       | DC               | Moro IV                    |
|                            | Francesco Cossiga (1928-2010)                  | 12 février 1976 – 11 mai 1978      |       | DC               | Moro V                     |
| Andreotti III·IV           | Francesco Cossiga (1928-2010)                  | 12 février 1976 – 11 mai 1978      |       | DC               |                            |
|                            | Giulio Andreotti (par intérim) (1919-2013)     | 11 mai 1978 – 13 juin 1978         |       | DC               | Andreotti IV               |
|                            | Virginio Rognoni (né en 1924)                  | 13 juin 1978 – 13 juillet 1983     |       | DC               | Andreotti IV·V             |
| Cossiga I·II               | Virginio Rognoni (né en 1924)                  | 13 juin 1978 – 13 juillet 1983     |       | DC               |                            |
| Forlani                    | Virginio Rognoni (né en 1924)                  | 13 juin 1978 – 13 juillet 1983     |       | DC               |                            |
| Spadolini I·II             | Virginio Rognoni (né en 1924)                  | 13 juin 1978 – 13 juillet 1983     |       | DC               |                            |
| Fanfani V                  | Virginio Rognoni (né en 1924)                  | 13 juin 1978 – 13 juillet 1983     |       | DC               |                            |
|                            | Amintore Fanfani (par intérim) (1908-1999)     | 13 juillet 1983 – 4 août 1983      |       | DC               | Fanfani V                  |
|                            | Oscar Luigi Scalfaro (1918-2012)               | 4 août 1983 – 29 juillet 1987      |       | DC               | Craxi I·II                 |
| Fanfani VI                 | Oscar Luigi Scalfaro (1918-2012)               | 4 août 1983 – 29 juillet 1987      |       | DC               |                            |
|                            | Amintore Fanfani (1908-1999)                   | 29 juillet 1987 – 13 avril 1988    |       | DC               | Goria                      |
|                            | Antonio Gava (1930-2008)                       | 13 avril 1988 – 16 octobre 1990    |       | DC               | De Mita                    |
| Andreotti VI               | Antonio Gava (1930-2008)                       | 13 avril 1988 – 16 octobre 1990    |       | DC               |                            |
|                            | Vincenzo Scotti (né en 1933)                   | 16 octobre 1990 – 28 juin 1992     |       | DC               | Andreotti VI·VII           |
|                            | Nicola Mancino (né en 1931)                    | 28 juin 1992 – 19 avril 1994       |       | DC / PPI         | Amato I                    |
| Ciampi                     | Nicola Mancino (né en 1931)                    | 28 juin 1992 – 19 avril 1994       |       | DC / PPI         |                            |
|                            | Carlo Azeglio Ciampi (par intérim) (1920-2016) | 19 avril 1994 – 11 mai 1994        |       | Indépendant      | Ciampi                     |
|                            | Roberto Maroni (né en 1955)                    | 11 mai 1994 – 17 janvier 1995      |       | LN               | Berlusconi I               |
|                            | Antonio Brancaccio (1923-1995)                 | 17 janvier 1995 – 8 juin 1995      |       | Indépendant      | Dini                       |
|                            | Giovanni Coronas (1919-2008)                   | 8 juin 1995 – 18 mai 1996          |       | Indépendant      | Dini                       |
|                            | Giorgio Napolitano (né en 1925)                | 18 mai 1996 – 21 octobre 1998      |       | PDS              | Prodi I                    |
|                            | Rosa Iervolino (née en 1936)                   | 21 octobre 1998 – 22 décembre 1999 |       | PPI              | D'Alema I                  |
|                            | Enzo Bianco (né en 1951)                       | 22 décembre 1999 – 11 juin 2001    |       | Dem              | D'Alema II                 |
| Amato II                   | Enzo Bianco (né en 1951)                       | 22 décembre 1999 – 11 juin 2001    |       | Dem              |                            |
|                            | Claudio Scajola (né en 1948)                   | 11 juin 2001 – 3 juillet 2002      |       | FI               | Berlusconi II              |
|                            | Giuseppe Pisanu (né en 1937)                   | 3 juillet 2002 – 17 mai 2006       |       | FI               | Berlusconi II·III          |
|                            | Giuliano Amato (né en 1938)                    | 17 mai 2006 – 8 mai 2008           |       | Indépendant / PD | Prodi II                   |
|                            | Roberto Maroni (né en 1955)                    | 8 mai 2008 – 16 novembre 2011      |       | LN               | Berlusconi IV              |
|                            | Annamaria Cancellieri (née en 1943)            | 16 novembre 2011 – 28 avril 2013   |       | Indépendante     | Monti                      |
|                            | Angelino Alfano (né en 1970)                   | 28 avril 2013 – 12 décembre 2016   |       | PDL / NCD        | Letta                      |
| Renzi                      | Angelino Alfano (né en 1970)                   | 28 avril 2013 – 12 décembre 2016   |       | PDL / NCD        |                            |
|                            | Marco Minniti (né en 1956)                     | 12 décembre 2016 – 1er juin 2018   |       | PD               | Gentiloni                  |
|                            | Matteo Salvini (né en 1973)                    | 1er juin 2018 – 5 septembre 2019   |       | Lega             | Conte I                    |
|                            | Luciana Lamorgese (née en 1962)                | 5 septembre 2019 – 22 octobre 2022 |       | Indépendante     | Conte II                   |
| Draghi                     | Luciana Lamorgese (née en 1962)                | 5 septembre 2019 – 22 octobre 2022 |       | Indépendante     |                            |
|                            | Matteo Piantedosi (né en 1963)                 | depuis le 22 octobre 2022          |       | Indépendant      | Meloni                     |